# 12318 Kästner
(12318) Kastner, denumire internațională (12318) Kästner, este un asteroid din centura principală de asteroizi.

## Descriere
12318 Kästner este un asteroid din centura principală de asteroizi. A fost descoperit pe 30 aprilie 1992 la Tautenburg de Freimut Börngen. Asteroidul prezintă o orbită caracterizată de o semiaxă mare de 3,00 ua, o excentricitate de 0,21 și o înclinație de 12,3° în raport cu ecliptica.